# Тај Бињ (покрајина)
Тај Бињ (виј. Thai Binh) је једна од 58 покрајина Вијетнама. Налази се у региону Делта Црвене реке. Заузима површину од 1.546,5 km². Према попису становништва из 2009. у покрајини је живело 1.781.842 становника. Главни град је Thái Bình.